# Distrito Escolar Municipal de Stafford

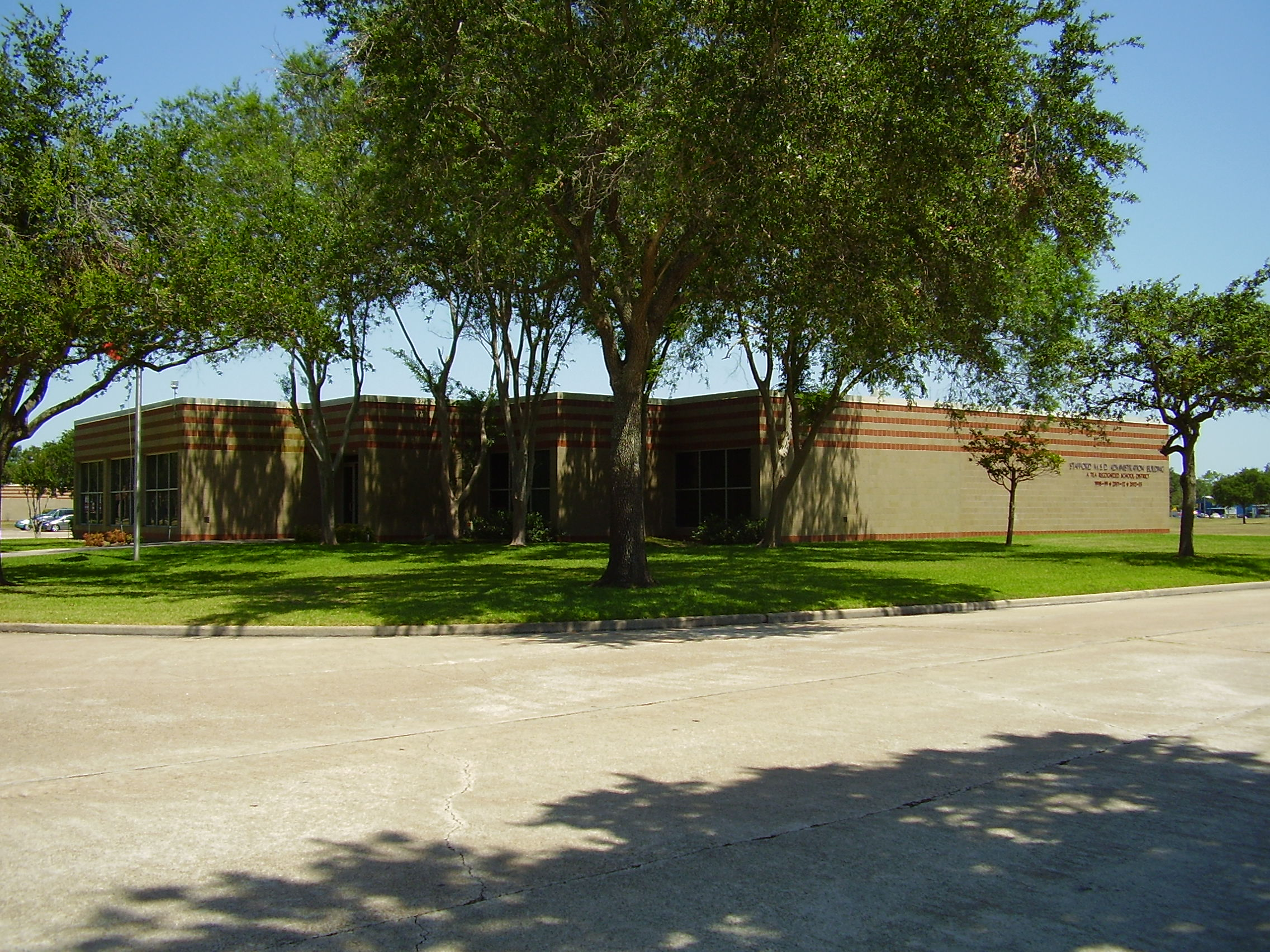
Sede administrativa del distrito

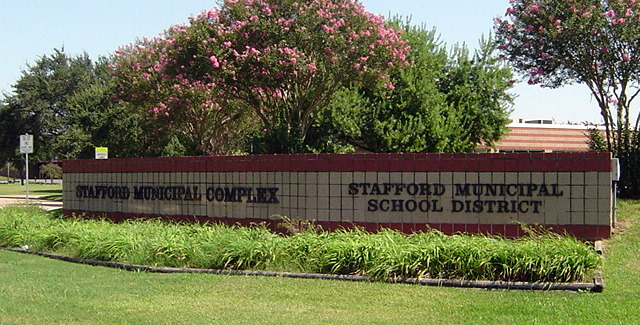
Letrero del Complejo Municipal de Stafford, que tiene las escuelas municipales

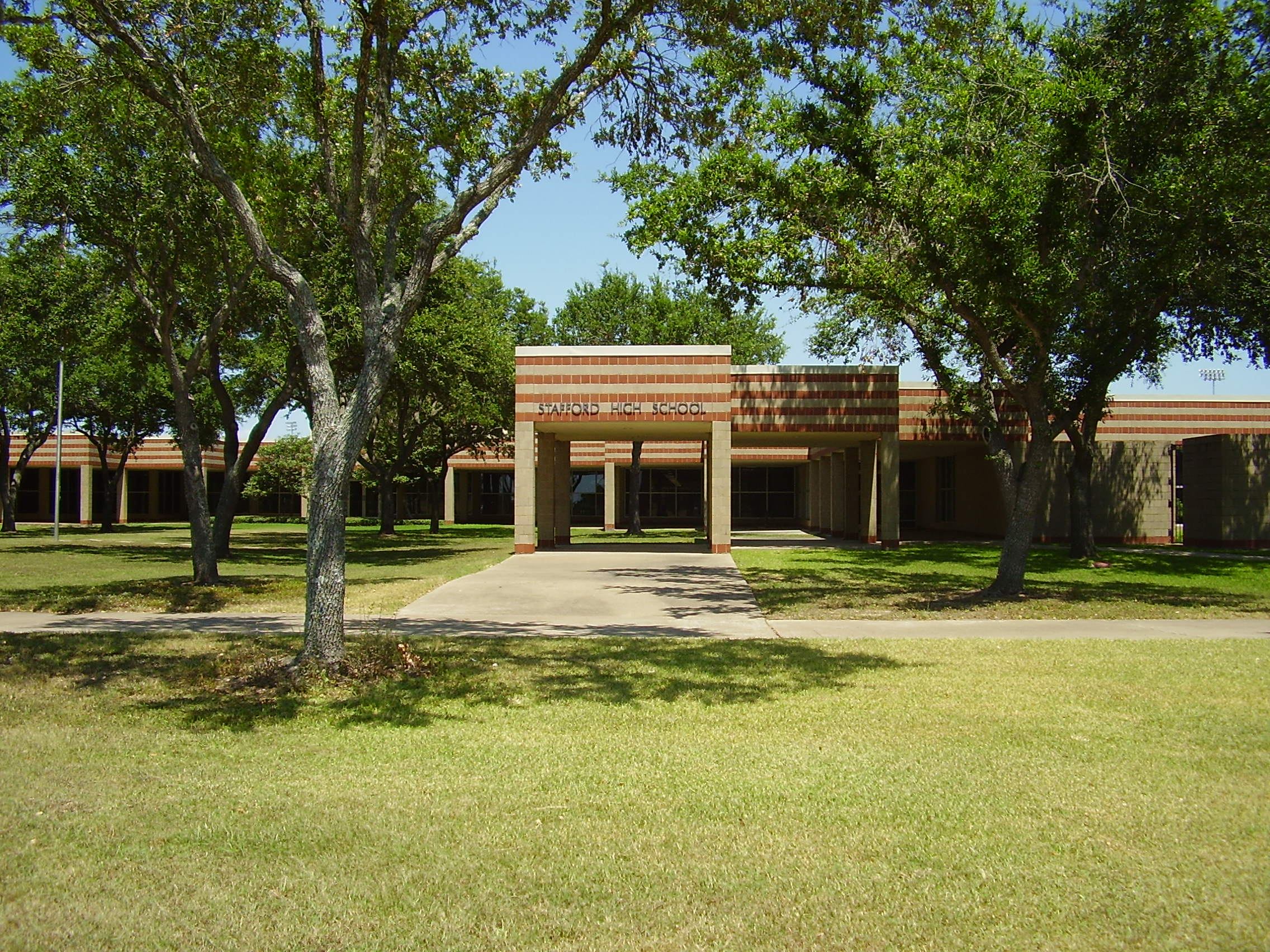
Escuela Preparatoria de Stafford

El Distrito Escolar Municipal de Stafford (Stafford Municipal School District, SMSD) es un distrito escolar de Texas. Tiene su sede en Stafford. El distrito, el único distrito escolar municipal de Texas, gestiona cinco escuelas.
En 1977 la Ciudad de Stafford estableció el distrito escolar municipal. Anteriormente, el Distrito Escolar Independiente de Fort Bend y el Distrito Escolar Independiente de Houston sirvieron la Ciudad de Stafford.
El distrito escolar no está permitido anexar territorio de otros distritos escolares sin permiso. La Ciudad de Stafford quiere la totalidad de su área para estar dentro su distrito escolar municipal, y en 1976-2006 la ciudad no anexar nueva área.

## Escuelas
- Escuela Preparatoria Stafford (Stafford High School) - 9-12
- Escuela Secundaria Stafford (Stafford Middle School) - 7-8
- Escuela Intermedia Stafford (Stafford Intermediate School) - 5-6
- Escuela Elemental Stafford (Stafford Elementary School) - 2-4
- Escuela Primaria Stafford (Stafford Primary School) - PreK-1